# Man vs. Wild (игра)
Man vs. Wild (с англ. — «Человек против дикой природы») — компьютерная игра, разработанная Floor 84 Studio и Scientifically Proven по мотивам одноимённого телешоу. Игра издана компанией Crave Entertainment в 2011 году для консолей Xbox 360, Playstation 3 и Nintendo Wii.

## Игровой процесс
В игре, как и в телешоу, нам отведена роль путешественника и эксперта по выживанию — Беара Гриллса. Игроку предстоит выживать различными способами в различных условиях — от засушливых пустынь и джунглей Африки до холодных просторов Антарктиды.

## Реакция
Man vs. Wild получила оценку 4.5 из 10 от «Gameplay Today». GameZone дала игре 6.5 из 10, описав это так: «Man vs. Wild это весёлая, лёгкая игра, созданная по успешному телешоу. Те, кто ждёт от неё нечто новое, вероятно, будут разочарованы. С другой стороны, те навыки, которые описываются в игре, очень полезны и могут пригодиться, если вы останетесь в дикой местности».